# Aleochara kamila
Aleochara kamila är en skalbaggsart som beskrevs av Likovský 1984. Aleochara kamila ingår i släktet Aleochara, och familjen kortvingar. Enligt den finländska rödlistan är arten nationellt utdöd i Finland. Arten är reproducerande i Sverige. Artens livsmiljö är parker, gårdsplaner och trädgårdar.